# Le Pontet (Vaucluse)
Le Pontet è un comune francese di 17 077 abitanti situato nel dipartimento della Vaucluse nella regione della Provenza-Alpi-Costa Azzurra.

## Società

### Evoluzione demografica
Abitanti censiti